# Vierden
Vierden település Németországban, azon belül Alsó-Szászország tartományban. Lakosainak száma 751 fő (2023. december 31.).

## Népesség
A település népességének változása:
| Lakosok száma | 739  | 746  | 741  | 748  | 762  | 751  |
|               | 2016 | 2017 | 2019 | 2021 | 2022 | 2023 |